# پورتلند (پنسیلوانیا)
پورتلند (به انگلیسی: Portland) یک منطقهٔ مسکونی در ایالات متحده آمریکا است که در شهرستان نورث‌همپتون، پنسیلوانیا واقع شده‌است. پورتلند ۱٫۴۶ کیلومتر مربع مساحت و ۵۱۹ نفر جمعیت دارد و ۱۰۲٫۱۱ متر بالاتر از سطح دریا واقع شده‌است.